# Aléxios Alexópoulos
Aléxios Alexópoulos (Grecia, 21 de mayo de 1971) es un atleta griego retirado especializado en la prueba de 200 m, en la que consiguió ser subcampeón europeo en pista cubierta en 1996.

## Carrera deportiva
En el Campeonato Europeo de Atletismo en Pista Cubierta de 1996 ganó la medalla de plata en los 200 metros, con un tiempo de 21.05 segundos, tras el belga Erik Wijmeersch  y por delante del sueco Torbjörn Eriksson.